# Reclus (film)
Pour les articles homonymes, voir Reclus.
Pour plus de détails, voir Fiche technique et Distribution.
Reclus (El páramo, litt. « La lande ») est un film d'horreur espagnol co-écrit et réalisé par David Casademunt, sorti en 2021.
Il s'agit du premier long métrage du scénariste-réalisateur, sélectionné et projeté en avant première mondiale en octobre 2021 au Festival international du film de Catalogne.

## Synopsis
Lucía (Inma Cuesta), son mari, Salvador (Roberto Álamo), et leur fils Diego vivent dans une maison perdue dans la campagne, en toute tranquillité. Quand le père part, la mère et le fils se retrouvent seuls… jusqu'à ce qu'une créature surgisse de façon mystérieuse et violente à la fois et les harcèle, de jour comme de nuit.

## Fiche technique
Sauf indication contraire, les informations mentionnées dans cette section peuvent être confirmées par la base de données cinématographiques IMDb,  présente dans la section « Liens externes ».
- Titre original : El páramo
- Titre français :  Reclus
- Réalisation : David Casademunt
- Scénario : David Casademunt, Martí Lucas et Fran Menchón
- Musique : Diego Navarro
- Direction artistique : Marc Pou
- Décors : Balter Gallart
- Costumes : n/a
- Photographie : Isaac Vila
- Montage : Alberto de Toro
- Production : Joaquín Padró, Marina Padró Targarona et Mar Targarona
- Société de production : Rodar y Rodar Cine y Televisión ; Fitzcarraldo Films (coproduction)
- Société de distribution : Netflix
- Pays de production :  Espagne
- Langue originale : espagnol
- Format : couleur
- Genre : horreur, drame, énigme
- Durée : 96 minutes
- Dates de sortie :
  - Espagne : 12 octobre 2021 (Festival international du film de Catalogne)
  - Monde : 6 janvier 2022 (Netflix)

## Distribution
Sauf indication contraire ou complémentaire, les informations mentionnées dans cette section proviennent du générique de fin de l'œuvre audiovisuelle présentée ici.
- Inma Cuesta : Lucía
- Asier Flores : Diego
- Roberto Álamo : Salvador
- Alejandra Howard : Juana
- Víctor Benjumea : l'homme du bateau
- Marià Llop : la Bête

## Production
En février 2021, on apprend que David Casademunt prépare, en tant que scénariste et réalisateur, son premier film intitulé La bestia. En août de la même année, on annonce que le titre change en El páramo.
Le tournage a lieu, en février 2021, dans la province de Teruel de la communauté autonome d'Aragon, dans l'est de l'Espagne. Il s'achève en mars 2021.

## Accueil
En août 2021, le film est sélectionné en avant première mondiale en octobre au Festival international du film de Catalogne.
Le 6 janvier 2022 il est disponible sur Netflix.